# الشريف (بني العوام)

تعديل مصدري - تعديل

الشريف هي إحدى قرى عزلة قطعة الصرابي بمديرية بني العوام التابعة لمحافظة حجة، بلغ تعداد سكانها 112 نسمة حسب تعداد اليمن لعام 2004.